# سیارک ۸۵۸۷
سیارک ۸۵۸۷ (به انگلیسی: 8587 Ruficollis، نامگذاری:3078P-L) هشت هزار و پانصد و هشتاد و هفتمین سیارک کشف شده‌است که در ۲۵ سپتامبر ۱۹۶۰ کشف شد.
قدر مطلق سیارک برابر ۱۴٫۵۰ است.